# Dingiswayo
Dingiswayo (ca. 1770 - 1817/1818), ook bekend als Godongwana of Ngodongwa was de laatste koning van de Mthethwa in het hedendaagse Zuid-Afrika en de mentor van Shaka Zoeloe.

## Biografie
Dingiswayo was een invloedrijk figuur in inheems Zuid-Afrika aan het begin van de 19e eeuw. Als koning van de Mthethwa sloot hij een bondgenootschap met andere stammen, waaronder de Zoeloes. Hij introduceerde het gebruik van vuurwapens en paarden op het slagveld en werd de voogd van de buitenechtelijke prins Shaka, die hij onderwees in het militair leiderschap. Met de hulp van Dingiswayo lukte het Shaka om de Zoeloetroon in 1816 op te eisen.
Dingiswayo werd tijdens de oorlog met de Ndwandwe gevangengenomen en onthoofd door koning Zwide. De Mthethwa schaarden zich achter Shaka, die Mthethwa met de Zoeloestaten fuseerde tot het Zoeloekoninkrijk en de Ndwandwe versloeg en veroverde.